# Nematogmus
Nematogmus Simon, 1884 è un genere di ragni appartenente alla famiglia Linyphiidae.

## Distribuzione
Le otto specie oggi attribuite a questo genere sono state rinvenute nella regione paleartica e in Asia sudorientale: la specie dall'areale più vasto è la N. sanguinolentus reperita in varie località dell'intera regione paleartica; l'areale in cui vi è la maggiore diversità di specie è comunque l'Asia orientale.
In Italia sono stati reperiti esemplari della N. sanguinolentus in varie località della penisola.

## Tassonomia
L'aracnologo Wunderlich in uno studio del 1970 prospettò la sinonimia di questo genere con Cnephalocotes Simon, 1884, correlazione non accettata da vari autori seguenti, a partire da un lavoro di van Helsdingen del 1979.
A dicembre 2011, si compone di otto specie:
- Nematogmus dentimanus Simon, 1886 — dallo Sri Lanka alla Malaysia, Giava, Krakatoa
- Nematogmus digitatus Fei & Zhu, 1994 — Cina
- Nematogmus longior Song & Li, 2008 — Cina
- Nematogmus membranifer Song & Li, 2008 — Cina
- Nematogmus nigripes Hu, 2001 — Cina
- Nematogmus rutilis Oi, 1960 — Giappone
- Nematogmus sanguinolentus (Walckenaer, 1842)[4] — Regione paleartica
- Nematogmus stylitus (Bösenberg & Strand, 1906) — Cina, Giappone

### Sinonimi
- Nematogmus javanus (Workman, 1896); questi esemplari, trasferiti qui dal genere Linyphia Latreille, 1804, sono stati riconosciuti sinonimi di N. dentimanus Simon, 1886 a seguito di uno studio dell'aracnologo van Helsdingen del 1979[1].